# Dark Days/Light Years
Dark Days/Light Years je deváté studiové album velšské skupiny Super Furry Animals. Vydalo jej dne 16. března 2009 hudební vydavatelství Rough Trade Records a jeho producenty byli členové skupiny Super Furry Animals společně s Chrisem Shawem. Nahráno bylo ve studiu Faster Recording Studio v Cardiffu a jde o poslední album skupiny vydané předtím, než přestala vystupovat. Do písně „Inaugural Trams“ přispěl svým hlasem v německém jazyce anglický hudebník Nick McCarthy, člen skupiny Franz Ferdinand. Autory obalu alba jsou Keiichi Tanaami a dlouholetý spolupracovník kapely Pete Fowler.

## Seznam skladeb
| Pořadí | Název                         | Délka |
| ------ | ----------------------------- | ----- |
| 1.     | Crazy Naked Girls             | 6:15  |
| 2.     | Mt.                           | 4:25  |
| 3.     | Moped Eyes                    | 4:13  |
| 4.     | Inaugural Trams               | 5:19  |
| 5.     | Inconvenience                 | 3:42  |
| 6.     | Cardiff in the Sun            | 8:16  |
| 7.     | The Very Best of Neil Diamond | 4:14  |
| 8.     | Helium Hearts                 | 2:50  |
| 9.     | White Socks/Flip Flops        | 5:09  |
| 10.    | Where Do You Wanna Go?        | 2:28  |
| 11.    | Lliwiau Llachar               | 3:12  |
| 12.    | Pric                          | 9:52  |

## Obsazení
Super Furry Animals
- Gruff Rhys – zpěv, kytara, elektrický saz, vokodér, klávesy
- Huw Bunford – kytara, baskytara, elektrický saz, zpěv
- Guto Pryce – baskytara
- Cian Ciarán – klávesy, elektronický efekty, kytara, zpěv
- Dafydd Ieuan – bicí, zpěv

Ostatní hudebníci
- Nick McCarthy – hlas
- Kris Jenkins – perkuse
- Jessica Rochman – smyčcové nástroje